# Acanthicoides stolii
Acanthicoides stolii är en insektsart som beskrevs av François Louis Nompar de Caumont de Laporte 1832. Acanthicoides stolii ingår i släktet Acanthicoides och familjen hornstritar. Inga underarter finns listade i Catalogue of Life.